# سولومونووا
سولومونووا (به لاتین: Solomonovo) یک سکونتگاه مسکونی در اوکراین است که در استان زاکارپیتا واقع شده‌است.